# Myriocladus paludicola
Myriocladus paludicola är en gräsart som beskrevs av Jason Richard Swallen. Myriocladus paludicola ingår i släktet Myriocladus och familjen gräs. Inga underarter finns listade i Catalogue of Life.